# یولیا وینیاوا

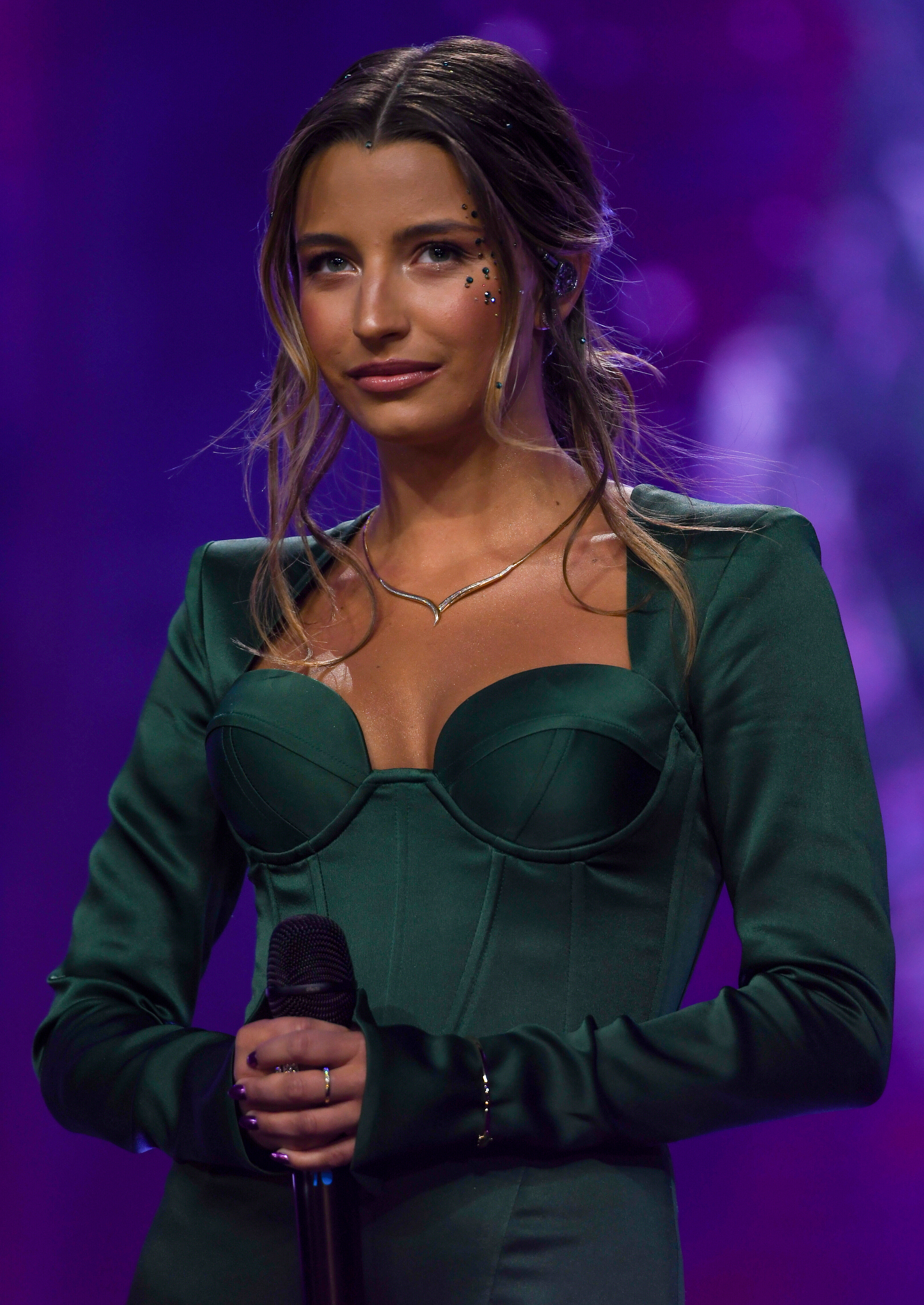
یولیا وینیاوا در مراسم «جشنوارهٔ سوپرهیت پُل‌ست» در سال ۲۰۲۳

یولیا وینیاوا (لهستانی: Julia Wieniawa؛ زادهٔ ۲۳ دسامبر ۱۹۹۸) آهنگساز، خواننده، سلبریتی، بازیگر، صداپیشه و مؤلف اهل لهستان است.

## گزیدهٔ فیلم‌شناسی

### سینما
- خرده‌دهقانان (۲۰۲۳)
- هیچ‌کس امشب در جنگل نمی‌خوابد، قسمت ۲ (۲۰۲۰)
- همه دوستان من مرده‌اند (۲۰۲۰)
- هیچ‌کس امشب در جنگل نمی‌خوابد (۲۰۲۰)

### تلویزیون
- خویشاوندان سببی (۲۰۲۳)
- اصل لذت (۲۰۱۹)
- فرصت دوباره (۲۰۱۷)
- در خیابان سپولنی (۲۰۱۷)
- در خوشی و سختی (۲۰۱۶)
- طایفه (۲۰۱۴)
- یک خانواده لهستانی (۲۰۱۳–۲۰۲۰)